# 苏州中心

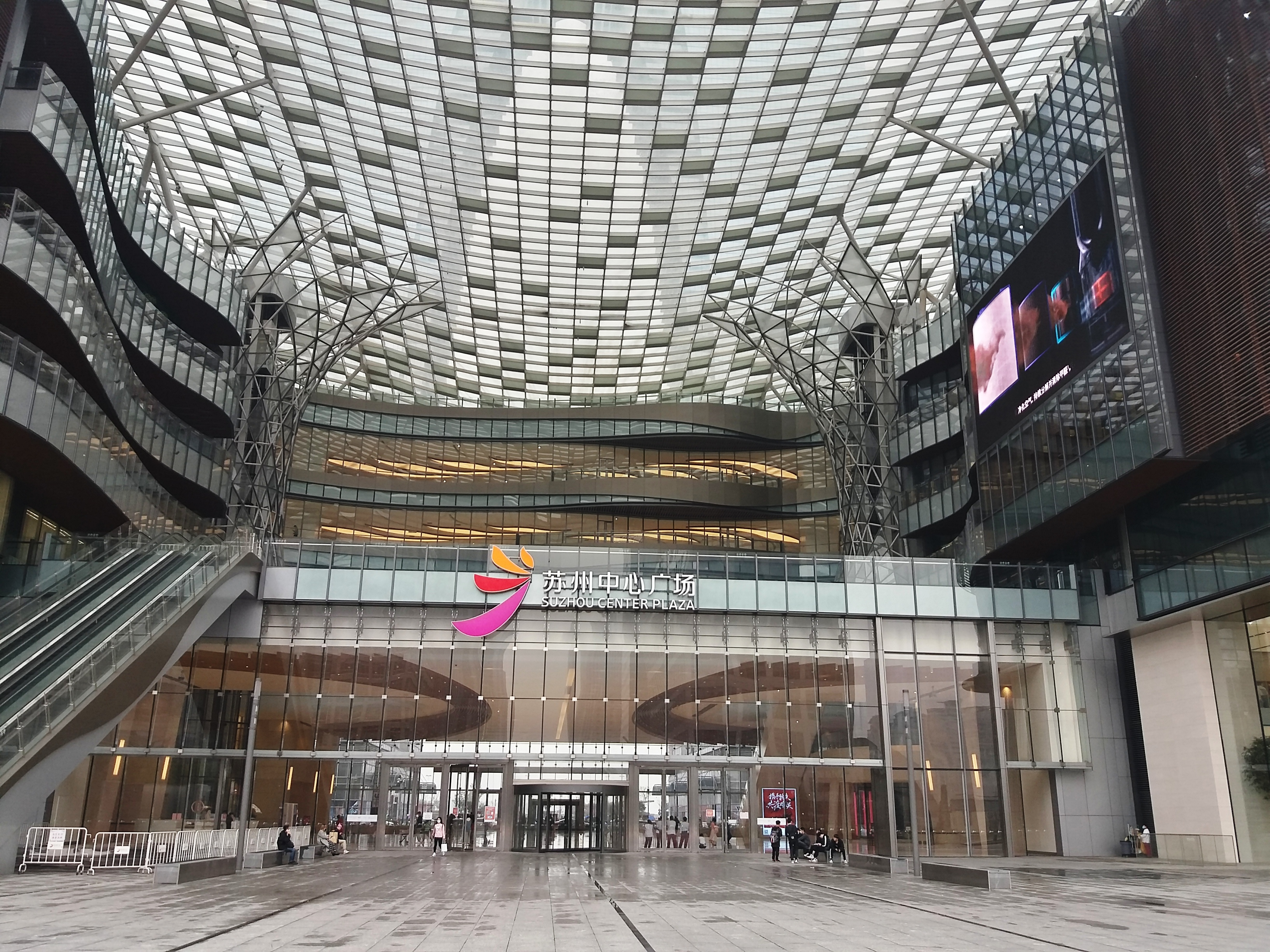
商场入口

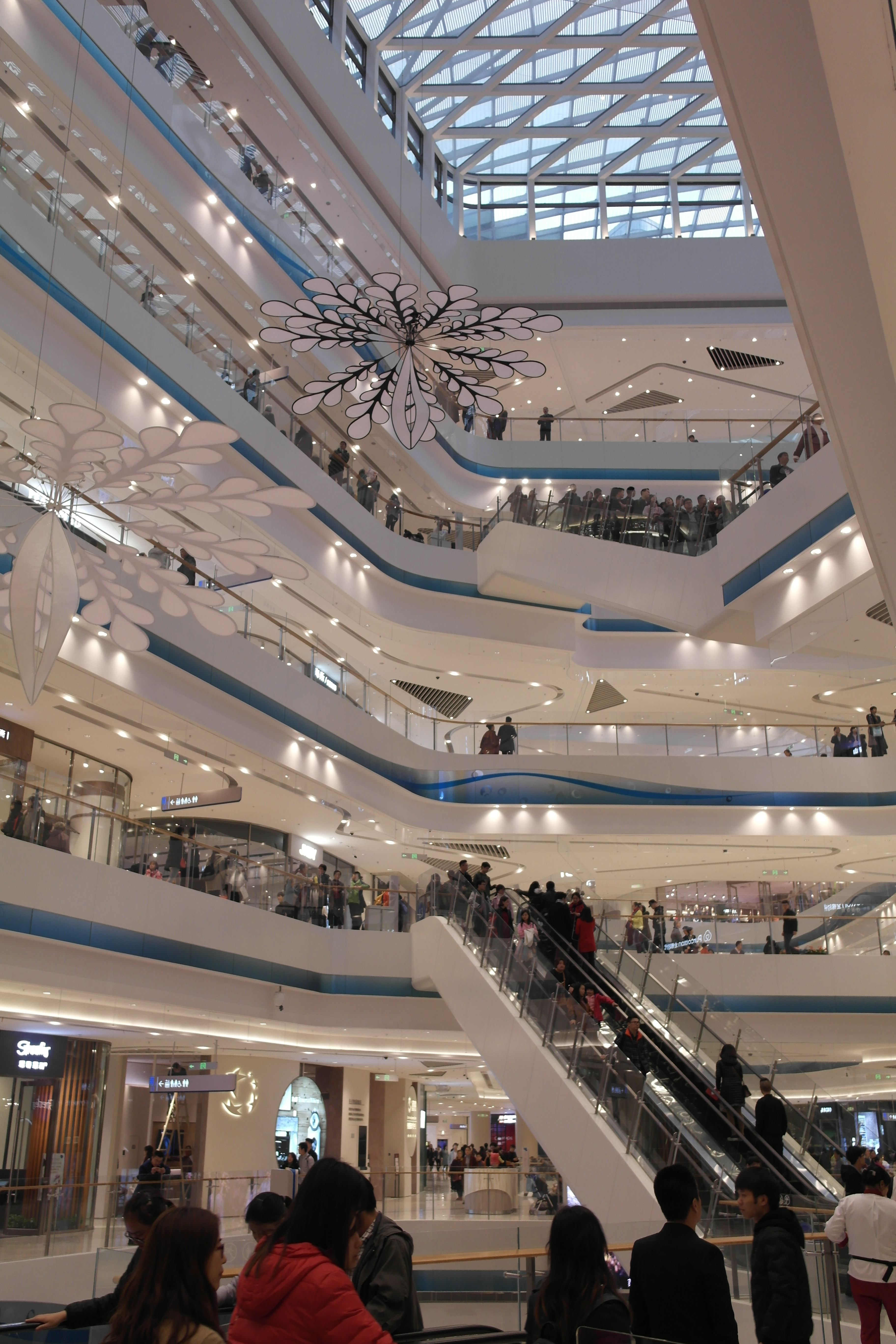
商场中庭

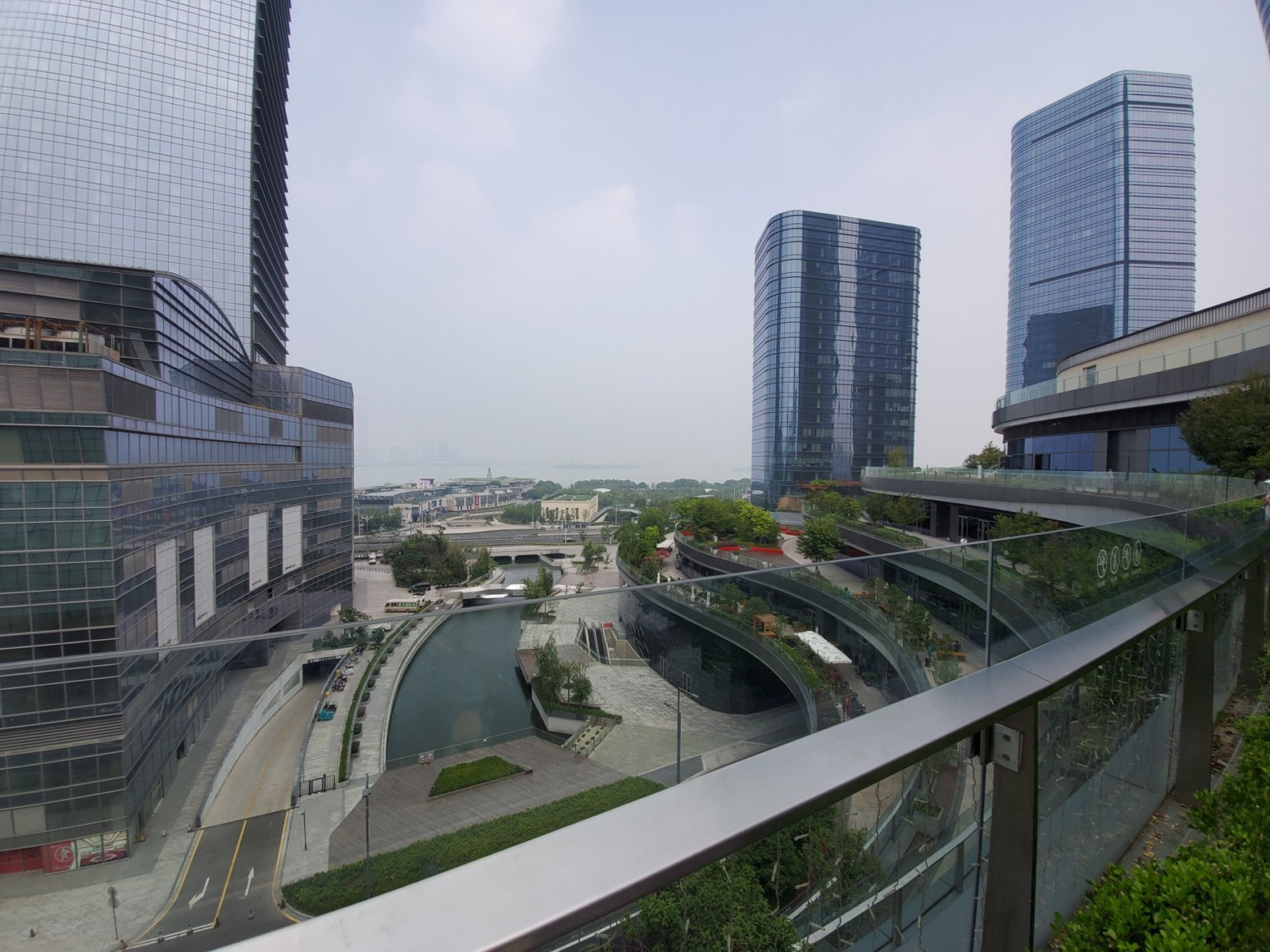
商场各層平台設休憩空間

苏州中心（英語：Suzhou Center）是位于中国江苏省苏州市金鸡湖旁的一个一站式购物商城，是苏州工业园区湖西中央商务核心区。苏州中心广场项目由苏州恒泰控股集团有限公司整体开发，占地面积约16.7万平方米，规划开发总建筑面积约113万平方米，其中包含商场，酒店，写字楼，公寓等。

## 交通方式

### 城际交通
苏州中心，聚集了高铁，城铁和高速公路客运，于外界城市通行很便捷，具体来说，这边临近两条城际高铁，分别是京沪高速，沪宁高铁。城市领近3座国际空港，分别为上海虹桥国际机场、上海浦东国际机场、苏南硕放国际机场。还有5条高速公路分别为沪宁高速、苏嘉杭高速、沿江高速、苏沪高速、沪苏浙高速。

### 市内交通

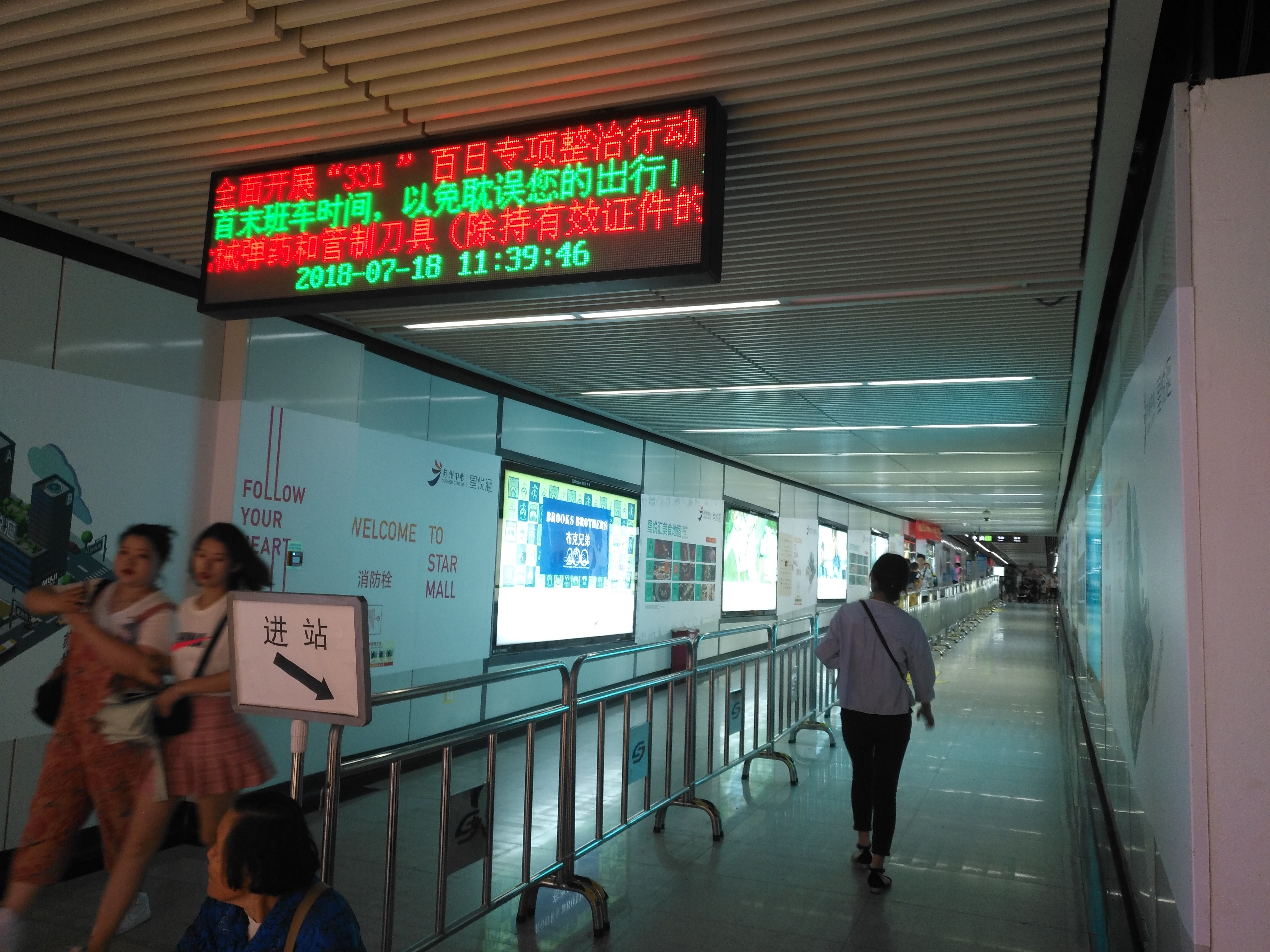
苏州中心与东方之门站实现无缝连接

苏州中心的市内交通网络也趋于完善，地下有交叉有苏州轨道交通1号线和苏州轨道交通3号线。建筑东门现有两个公交站台，未来将增至六条。以苏州中心为圆心，周边有二十条公交线路交汇，有星港街，现代大道，金鸡湖大道围绕，距离北环高架约六百米，距离苏州城际铁路园区站约两千米，并且还有一条北起苏慕路口南侧，下穿现代大道、苏州中心广场核心区的星港街地下隧道，全面实现了与项目环路的无缝对接。

## 设计开发顾问

### 建筑设计
日建设计
英国Benoy建筑设计事务所

### 开发商
苏州恒泰
凯德集团

### 景观及艺术设计
整体景观顾问：SWA景观设计公司
公寓和酒店景观顾问：AECOM
外圈艺术顾问：优艺公司
艺术总监：劳勒•乐博

### 灯光设计
BPI

### 内装设计
Benoy Limited

### “未来之翼”屋顶结构设计
施莱希工程设计公司